# Distretto di Huarocondo
Il distretto di Huarocondo è un distretto della provincia di Anta, in Perù.